# Pfaffenhofen an der Roth

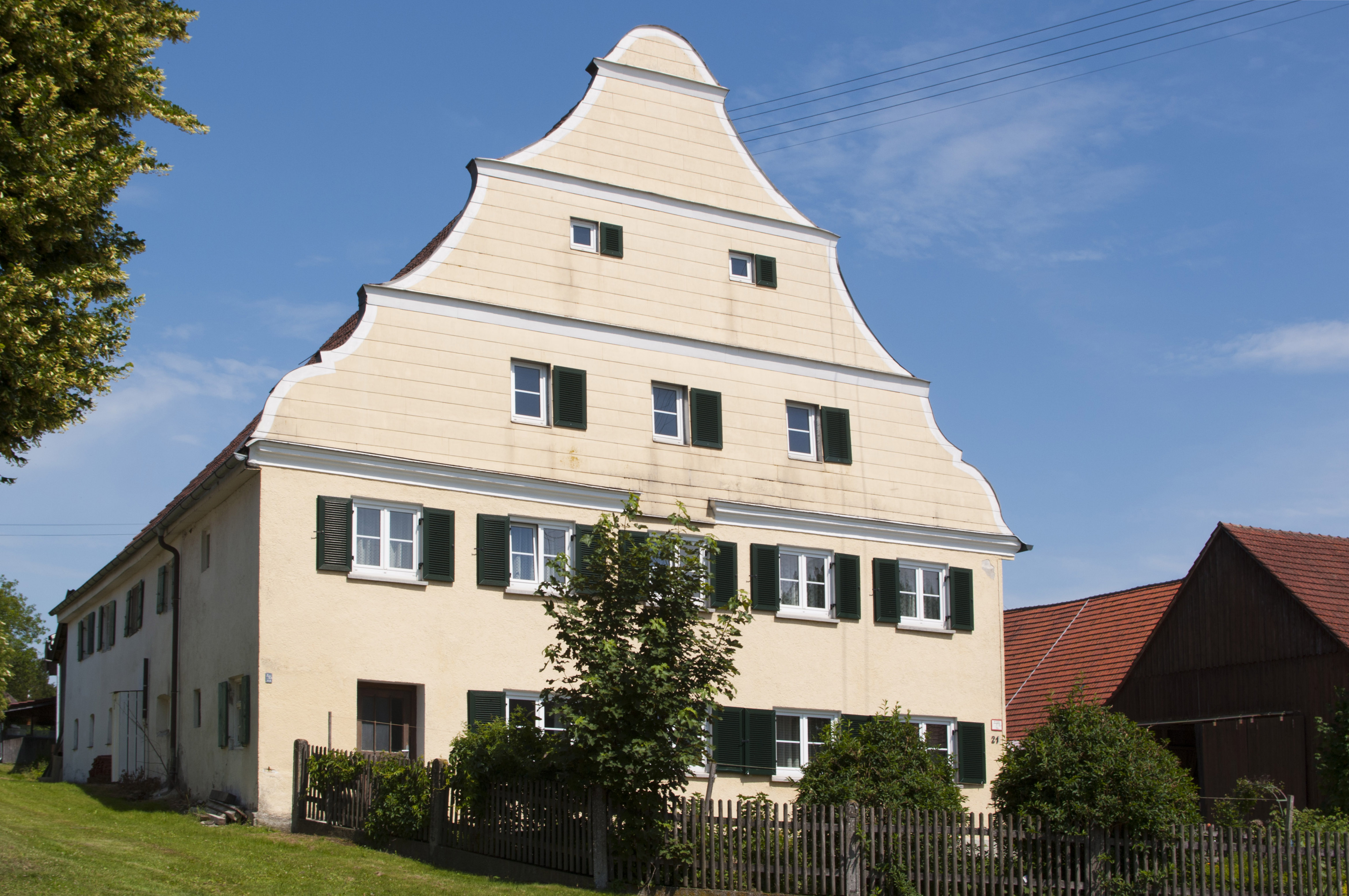
Pfaffenhofen an der Roth

Pfaffenhofen an der Roth este o comună-târg din districtul Neu-Ulm, regiunea administrativă Schwaben, landul Bavaria, Germania.